# Bergharen

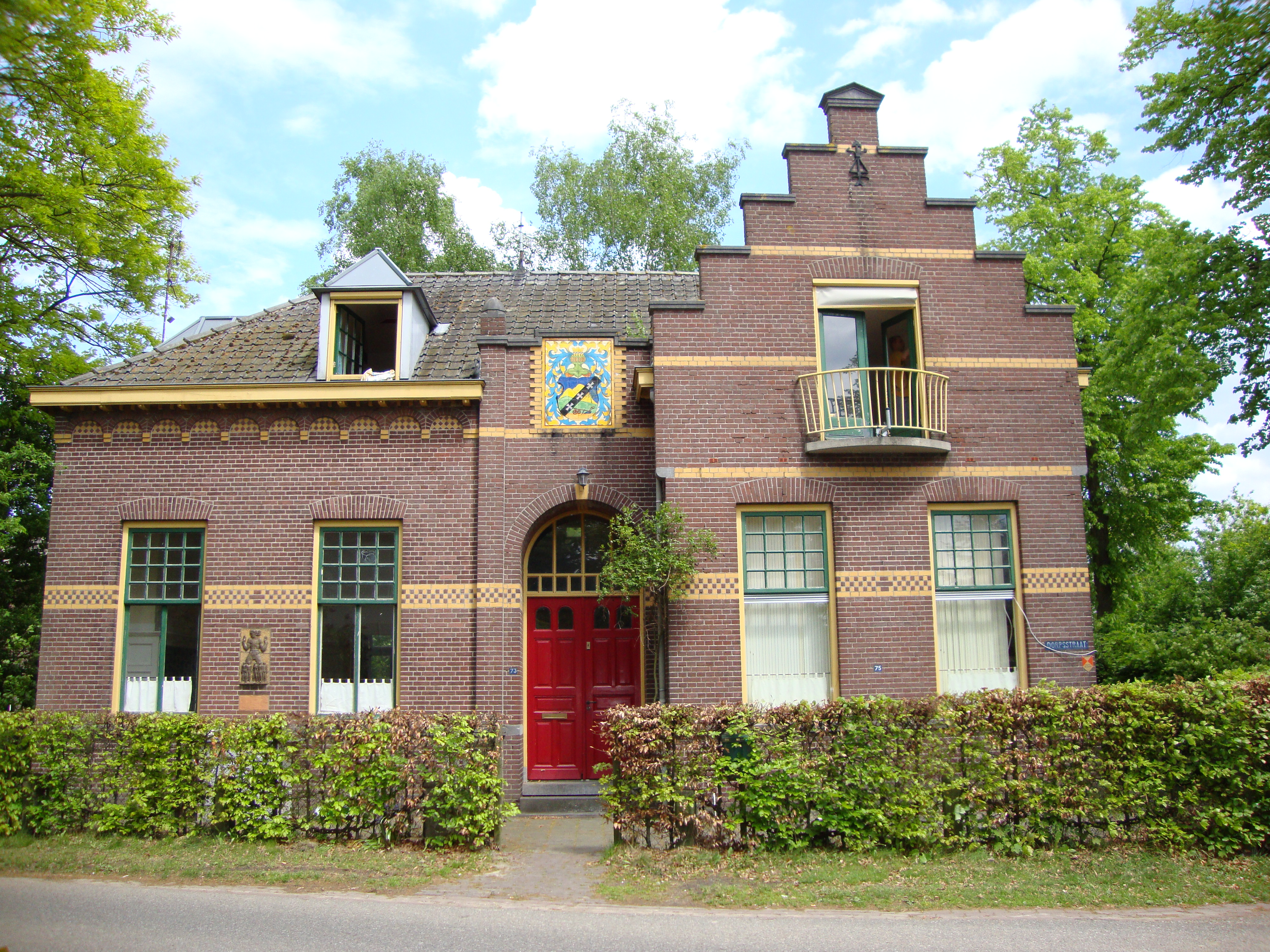
L'ex-municipio di Bergharen

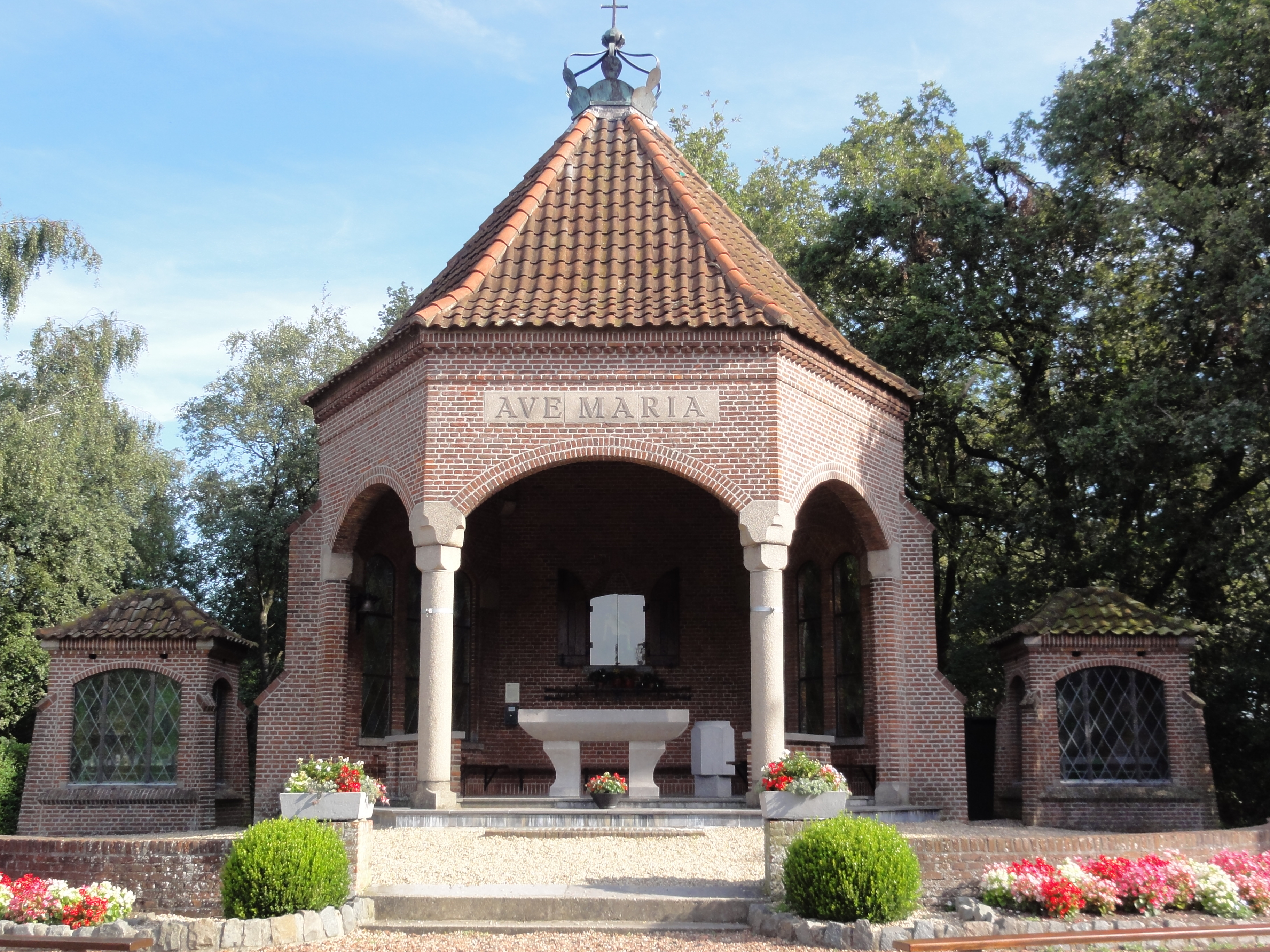
Bergharen: la cappella di Onze Lieve Vrouw ter Nood Gods

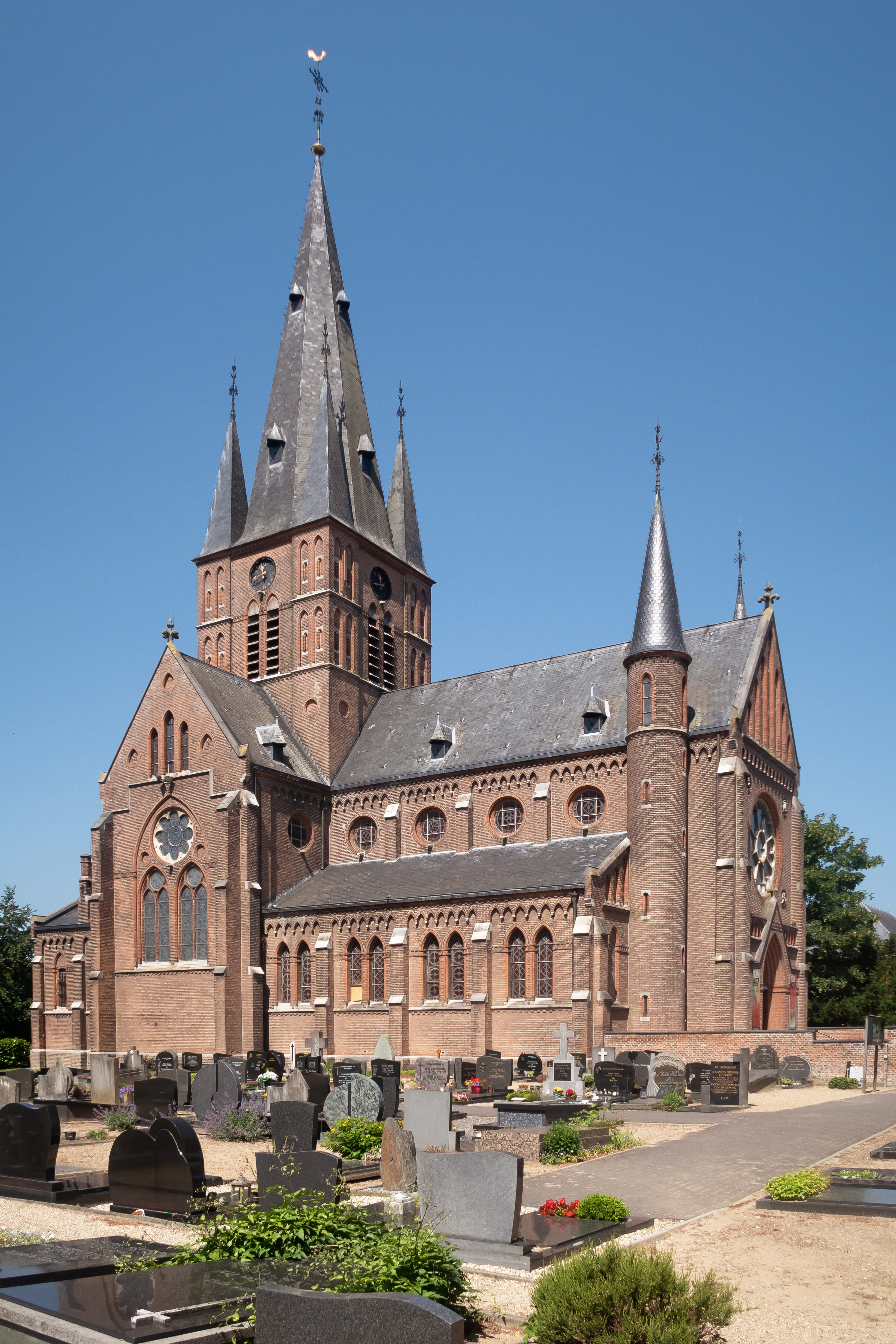
Bergharen: la chiesa di Sant'Anna

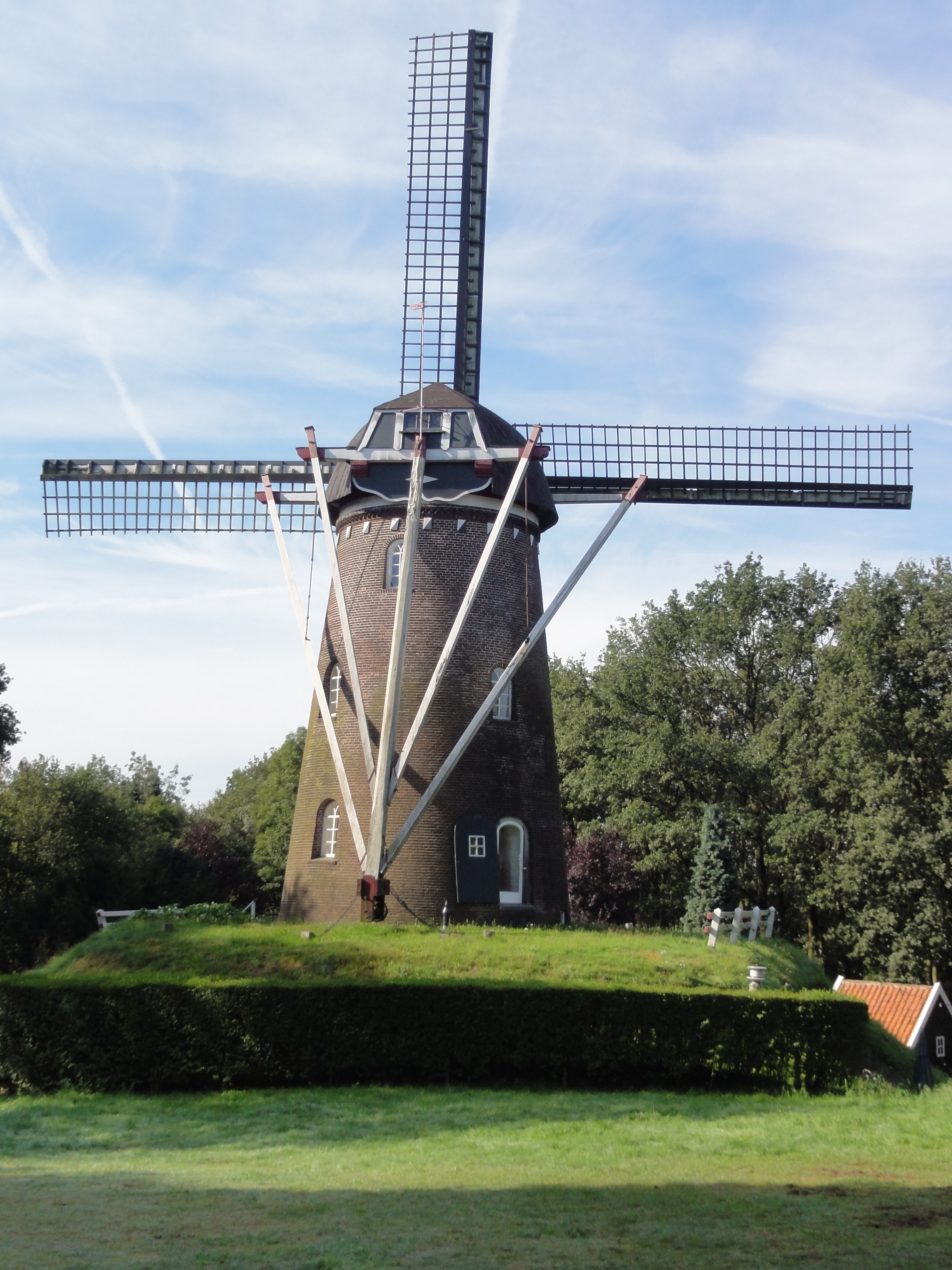
Bergharen: il mulino De Verrekijker

Bergharen è un villaggio (dorp) di circa 1700-1800 abitanti del sud-est dei Paesi Bassi, facente parte della provincia della Gheldria (Gelderland) e situato nella regione di Rijk van Nijmegen. Dal punto di vista amministrativo, si tratta di un ex-comune, dal 1984 accorpato alla municipalità di Wijchen.

## Geografia fisica
Bergharen si trova tra il corso del fiume Mosa (situato a sud del villaggio) e il corso del fiume Waal (situato a nord del villaggio), a pochi chilometri ad ovest di Nimega e tra le località di Wijchen e Puiflijk (rispettivamente a nord/nord-est della prima e a sud/sud-est della seconda).

## Origini del nome
Il toponimo Bergharen, attestato anticamente come Haren (XII secolo), Harin (1322), den Haarense berg (1622), Borcharen (1663) e Burgharen, è formato dal termine berg, che significa "monte", "collina", e dal termine haar, che significa "dorsale sabbiosa".

## Storia

### Dalle origini ai giorni nostri
Nel 1818, furono inglobati nel comune di Bergharen anche i villaggi di Leur e Hernen.

### Simboli
Lo stemma di Bergharen fu concesso con Regio Decreto il 28 ottobre 1953 e si blasona:
Nello stemma le tre croci su una riga diagonale bianca su sfondo blu rappresentano i tre villaggi che componevano il comune.
Il comune di Bergharen non possedeva ancora uno stemma nel 1816.

## Monumenti e luoghi d'interesse
Bergharen vanta 12 edifici classificati come rijksmonumenten e 19 edifici classificati come gemeentelijk monumenten.

### Architetture religiose

#### Cappella di Onze Lieve Vrouw ter Nood Gods
Tra i principali edifici religiosi di Bergharen, figura la cappella di Onze Lieve Vrouw ter Nood Gods, una cappella dedicata alla Vergine Maria, le cui origini risalgono alla prima metà XIV secolo.

#### Chiesa protestante
Altro importante edificio religioso di Bergharen è la chiesa protestante, situata nella Veldsesstraat e le cui origini risalgono al XV secolo.

#### Chiesa di Sant'Anna
Altro importante edificio religioso di Bergharen è la chiesa di Sant'Anna (Sint-Annakerk), situata al n. 48 della Dorpssttraat e costruita nel 1894 su progetto dell'architetto C.J.H. Franssen (1860–1932).

### Architetture civili

#### Mulino De Verrekijker
Altro edificio d'interesse di Bergharen è il mulino De Verrekijker, un mulino a vento risalente al 1904.

## Società

### Evoluzione demografica
Al censimento del 2020, Bergharen contava una popolazione pari a 1 770 abitanti, in maggioranza (50,8%) di sesso maschile.
La popolazione al di sotto dei 16 anni era pari a 245 unità, mentre la popolazione dai 65 anni in su era pari a 405 unità.
La località ha conosciuto un decremento demografico rispetto al 2019, quando Bergharen contava 1 785 abitanti, dato era però in aumento rispetto al 2018, quando Bergharen contava 1 765 abitanti). In precedenza, la località ha conosciuto un progressivo decremento demografico tra il 2013, quando contava 1 860 abitanti, e il 2018.